# 일반공격이 전체공격에 2회 공격인 엄마는 좋아하세요?
《일반공격이 전체공격에 2회 공격인 엄마는 좋아하세요?》(일본어: 通常攻撃が全体攻撃で二回攻撃のお母さんは好きですか?)은 이나카 다치마가 원작한 일본의 라이트 노벨이다. 일러스트는 이이다 포치. 2017년 1월부터 후지미 판타지아 문고(KADAKAWA)에서 출간 중이다.